# Platalina genovensium
Platalina genovensium — вид родини листконосові (Phyllostomidae), ссавець ряду лиликоподібні (Vespertilioniformes, seu Chiroptera).С

## Морфологічні особливості
Довжина голови і тіла між 72 і 76 мм, довжина передпліччя між 46 і 50 мм, довжина хвоста від 14 до 19 мм, довжина стопи 12 мм, довжина вух 13 мм і вага до 47 г. Шерсть довга. Загальний колір тіла світло-коричневий, основи волосків білуваті. Писок подовжений, з численними короткими вусами. Вуха відносно невеликі, округлі і відокремлені. Зубна формула: 2/2, 1/1, 2/3, 3/3 = 34.

## Екологія
Ховається в шахтах і печерах, утворюючи колонії до 50 особин. Їсть пилок і нектар. Вагітні самиці спостерігалися у вересні.

## Середовище проживання
Ендемік західного Перу. Він живе в посушливих районах до 2300 метрів над рівнем моря. Часто зустрічається в людських спорудах, таких як мости.